# Philip Kovce
Philip Kovce (* 1986 in Göttingen) ist ein deutscher Autor, Ökonom und Philosoph.

## Leben
Kovce studierte Wirtschaftswissenschaften, Philosophie, Kulturreflexion und kulturelle Praxis an der Universität Witten/Herdecke sowie an der Humboldt-Universität zu Berlin. Bereits während seines Studiums schrieb er für die Zeit, die Frankfurter Allgemeine Zeitung sowie die Süddeutsche Zeitung und war Chefredakteur von 360°. Er ist Alumnus der Studienstiftung des deutschen Volkes, des Studienkollegs zu Berlin sowie des Think Tanks 30 des Club of Rome. Er forscht an der Götz-Werner-Professur für Wirtschaftspolitik und Ordnungstheorie der Albert-Ludwigs-Universität Freiburg, am dortigen Institute for Basic Income Studies sowie am Basler Philosophicum und ist Co-Leiter des Rudolf-Steiner-Archivs in Dornach. Kovce forschte außerdem am Wittener Lehrstuhl für Volkswirtschaftslehre und Philosophie, lehrte in Witten sowie an der Berliner Universität der Künste und engagiert sich für ein bedingungsloses Grundeinkommen. Er moderiert im größten Kaffeehaus der Schweiz, dem Unternehmen Mitte in Basel, die Gesprächsreihe UM Politics Talks.

## Werke

### Bücher (als Autor)
- Wie entsteht Zukunft?/How does Future arise?, Verlag Urachhaus, Stuttgart 2023, ISBN 978-3-8251-5383-0.
- Wenn alles gesagt ist, beginnt das Gespräch. Aphorismen, Futurum Verlag, Basel 2023, ISBN 978-3-85636-278-2.
- Ich schaue in die Welt. Einsichten und Aussichten, Verlag am Goetheanum, Dornach 2020, ISBN 978-3-7235-1653-9.
- Ich-Bildung. Der Mensch als Schöpfer seiner selbst. Motive einer ungeschriebenen Philosophie Gerhard Kienles, Verlag des Ita Wegman Instituts, Arlesheim 2017, ISBN 978-3-906947-04-4.
- (mit Daniel Häni) Was würdest du arbeiten, wenn für dein Einkommen gesorgt wäre? Manifest zum Grundeinkommen, Ecowin Verlag, Salzburg 2017, ISBN 978-3-7110-0120-7.
- ICH SETZE ICH-SÄTZE. Egoismen, AQUINarte Literatur- und Kunstpresse, Kassel 2016, ISBN 978-3-933332-89-9.
- Von Bologna nach Berlin und wieder zurück. Über die Verfassung der Universität. Eine Bildungsreise, Metropolis Verlag, Marburg 2016, ISBN 978-3-7316-1175-2.
- (mit Daniel Häni) Was fehlt, wenn alles da ist? Warum das bedingungslose Grundeinkommen die richtigen Fragen stellt, Orell Füssli Verlag, Zürich 2015, ISBN 978-3-280-05592-2.
- Dialog für eine Stimme, AQUINarte Literatur- und Kunstpresse, Kassel 2015, ISBN 978-3-933332-77-6.
- Der freie Fall des Menschen ist der Einzelfall. Aphorismen, Futurum Verlag, Basel 2015, ISBN 978-3-85636-248-5.
- Versuch über den Versucher, AQUINarte Literatur- und Kunstpresse, Kassel 2014, ISBN 978-3-933332-77-6.
- Götterdämmerung. Rudolf Steiners Initialphilosophie, Edition Immanente, Berlin 2014, ISBN 978-3-942754-17-0.
- Logisch-philosophischer Abriss. Zum Werk Michael Bockemühls, AQUINarte Literatur- und Kunstpresse, Kassel 2014, ISBN 978-3-933332-75-2.

### Bücher (als Herausgeber)
- DAS SCHILLER-PROJEKT: 18 POSITIONEN, AQUINarte Literatur- und Kunstpresse, Kassel 2025, ISBN 978-3-933332-22-6.
- (mit Birger P. Priddat) Selbstverwandlung. Das Ende des Menschen und seine Zukunft. Anthropologische Perspektiven von Digitalisierung und Individualisierung, Metropolis Verlag, Marburg 2022, ISBN 978-3-7316-1441-8.
- DAS SCHILLER-PROJEKT: 27 BRIEFE, AQUINarte Literatur- und Kunstpresse, Kassel 2020, ISBN 978-3-933332-08-0.
- (mit Birger P. Priddat) Bedingungsloses Grundeinkommen. Grundlagentexte, Suhrkamp Verlag, Berlin 2019, ISBN 978-3-518-29865-7.
- Die schönsten deutschen Aphorismen, Insel Verlag, Berlin 2019, ISBN 978-3-458-19461-3.
- Soziale Zukunft. Das bedingungslose Grundeinkommen. Die Debatte, Verlag Freies Geistesleben, Stuttgart 2017, ISBN 978-3-7725-2878-1.
- (mit Birger P. Priddat) Die Aufgabe der Bildung. Aussichten der Universität, Metropolis Verlag, Marburg 2015, ISBN 978-3-7316-1047-2.
- An die Freude. Friedrich Schiller in Briefen und Dichtungen, AQUINarte Literatur- und Kunstpresse, Kassel 2015, ISBN 978-3-933332-79-0.
- Stichwort Freiheit. Spirituelle Perspektiven, Rudolf Steiner Verlag, Basel 2014, ISBN 978-3-7274-4907-9.

## Auszeichnungen
- 2011 Rudolf-Steiner-Preis[14]